# بارش جانوران

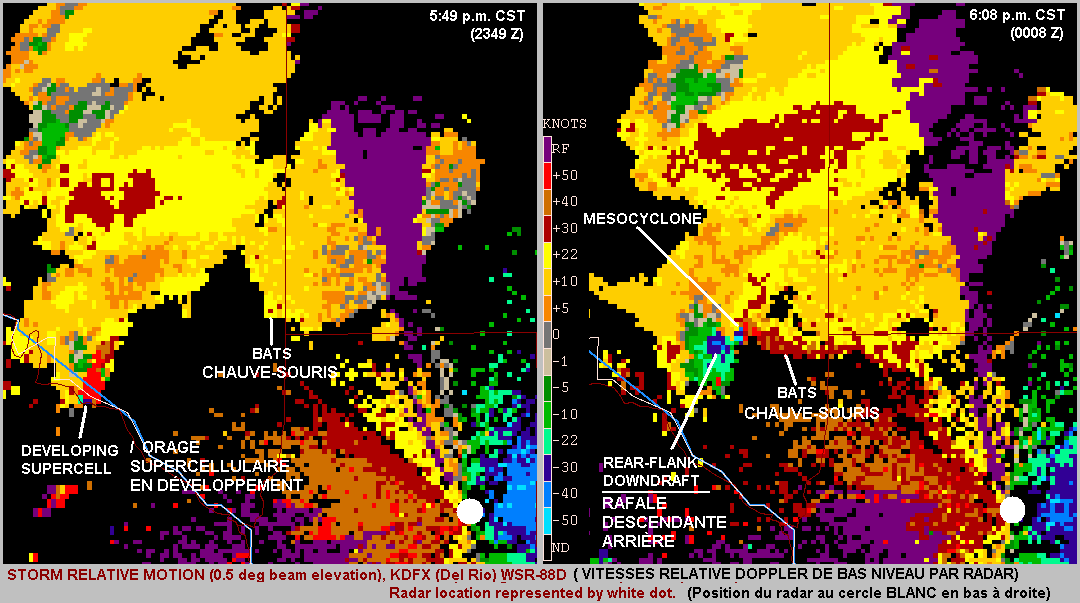
تصویر داپلر از تگزاس که برخورد یک توفان تندری با گروهی خفاش در حال پرواز را نشان می‌دهد. رنگ قرمز نشان‌دهندهٔ پرواز و جابه‌جایی جانوران در توفان است.

بارش جانوران (به انگلیسی: raining animals)، پدیده‌ای نادر در هواشناسی است که به‌طور علمی مورد آزمایش قرار نگرفته‌است ولی تئوری‌هایی همچون انتقال ماهی و قورباغه توسط پیچند دریایی در مسافت طولانی و رهاسازی آن در هوا برای توجیه پدیده از طرف گروهی از دانشمندان داده شده‌است. چنین اتفاقی در طول تاریخ در بسیاری از کشورها گزارش شده‌است. از موارد این رخداد می‌توان به بارش ماهی در طول یک ماه در ژاپن در سال ۲۰۰۹ اشاره کرد.

## رخدادهای گزارش شده

### بارش ماهی
- سنگاپور، ۲۲ فوریهٔ ۱۸۶۱[۴]
- تارای، نپال، ۱۵ مه ۱۹۰۰[۵]
- موس جاو، کانادا، ۱ ژوئیهٔ ۱۹۰۳[۶]
- مارکسویل، لوئیزیانا، ۲۳ اکتبر ۱۹۴۷[۷]
- ایلورین، ایالت کوارا، نیجریه، ۱۹ مه ۱۹۹۳
- نایتون، پویس، ولز، ۱۸ اوت ۲۰۰۴[۸]
- ایالت کرالا، هند، ۱۲ فوریهٔ ۲۰۰۸[۹]
- جام‌نگر، هند، ۲۴ اکتبر ۲۰۰۹[۱۰]
- لاجامانو، قلمرو شمالی، استرالیا، ۲۵ و ۲۶ فوریهٔ ۲۰۱۰[۱۱]
- لورتو، آگوسان دل سور، فیلیپین، ۱۳ ژانویهٔ ۲۰۱۲[۱۲][۱۳]
- IIT Madras، چنای، تامیل نادو، هند ۱۲ سپتامبر ۲۰۱۳[۱۴]
- یورو، هندوراس (به‌طور سالانه)
- چیلاو، سری‌لانکا، ۶ مه ۲۰۱۴[۱۵]
- ناندیگاما، آندرا پرادش هند، ۱۹ ژوئن ۲۰۱۵[۱۶]
- گونتور، آندرا پرادش هند، ۱۶ اوت ۲۰۱۵[۱۷]
- دیرداوه، اتیوپی، ۲۰ ژانویهٔ ۲۰۱۶[۱۸]
- پاتاپاتنام، بخش سریکاکولم، آندرا پرادش، هند، ۱۹ مه ۲۰۱۶[۱۹]
- فیلادلفیا، پنسیلوانیا، ۹ سپتامبر ۲۰۱۶[۲۰]
- مکزیک، تامائولیپاس، تامپیکو، ۲۶ سپتامبر ۲۰۱۷[۲۱]
- اوروویل، کالیفرنیا، ۱۶ مه ۲۰۱۷[۲۲]
- جافنا، سری‌لانکا، ۷ نوامبر ۲۰۱۷[۲۳]
- تکسارکانا، تگزاس، ۳۰ دسامبر ۲۰۲۱[۲۴]

### بارش عنکبوت
- آلبری، استرالیا، ۱۹۷۴[۲۵]
- سانتو آنتونیو دا پلاتینا، برزیل، ۳ فوریهٔ ۲۰۱۳[۲۶]
- گولبرن، استرالیا، ۱۵ مه ۲۰۱۵[۲۵]

### بارش وزغ و قورباغه
- استان ایشیکاوا، ژاپن، ژوئن ۲۰۰۹ (وقایع گزارش شده در طول ماه)[۲۷]
- راکوتسی‌فالوا، مجارستان، ۱۸ تا ۲۰ ژوئن ۲۰۱۰ (دو بار)[۲۸]
- کابو پولونیو، اروگوئه، از سال ۲۰۱۱ (دو بار)[۲۹]

### بارش سایر جانوران
- عروس دریایی: باث، انگلستان، ۱۸۹۴[۳۰]
- کِرم: جنینگ، لوئیزیانا، ۱۱ ژوئیهٔ ۲۰۰۷[۳۱]
- جانوران دریایی مختلف، از جمله اختاپوس، صدف دریایی و ستارهٔ دریایی: چینگ‌دائو، استان شاندونگ، چین، ۱۳ ژوئن ۲۰۱۸[۳۲]

## در سینما و تلویزیون
- سریال ایرانی قورباغه
- فیلم مگنولیا
- نگهبانان (مجموعهٔ تلویزیونی)
- عشق و سایه‌ها
- ماجراجویی عجیب جوجو قسمت ۶: اقیانوس سنگی (مجموعهٔ مانگا/انیمه)
- فارگو (مجموعهٔ تلویزیونی)
- ۹-۱-۱: تک ستاره